# Camponotus urichi
Camponotus urichi är en myrart som beskrevs av Auguste-Henri Forel 1899. Camponotus urichi ingår i släktet hästmyror, och familjen myror.

## Underarter
Arten delas in i följande underarter:
- C. u. folicola
- C. u. sculnus
- C. u. urichi